# El filibusterismo
El filibusterismo es la segunda novela escrita por José Rizal y es la continuación de Noli me tangere. Comenzó a escribirla en octubre de 1887, mientras ejercía la medicina en Calambá. En Londres (1888), hizo algunos cambios en la estructura y corrigió algunos capítulos. Luego escribió más capítulos en París y Madrid. El 29 de marzo de 1891 acabó el manuscrito en Biarritz. Finalmente, la obra se editó en Gante (Bélgica) en 1891.

## Resumen
El libro trata sobre la vuelta del principal personaje de la novela Noli me tangere, Crisóstomo Ibarra, como el rico y famoso joyero Simoun. Desilusionado por los abusos de los españoles, Ibarra abandona su pacifismo para volver a las Filipinas y comenzar una revolución violenta. El Basilio, de Noli me tangere, es reclutado por Ibarra para ayudarle detonando una bomba en una reunión social, señalando el principio de una revolución. Sin embargo, Basilio advierte a su amigo Isagani de la conspiración. Al advertir que su amada está en el edificio, Isagani lanza la bomba en el río, abortando la explosión y la revolución. Simoun se suicida tomando veneno, y encuentra su descanso final con un sacerdote, el padre Florentino, quien oye su confesión y le asegura que no toda esperanza está perdida. Tras la muerte de Simoun, el sacerdote echa las joyas en el mar con la esperanza de que sean halladas en el futuro para servir a un buen propósito.

## Importancia del libro
Eruditos e historiadores interpretan la novela como alegoría de la lucha interior de Rizal para reconciliar su esperanza de alcanzar la independencia con su pacifismo. Se ha dicho que el estilo y el contenido son más propios de un debate entre partes contrarias que de una narración. Muchos críticos opinan que la muerte de Simoun y el lamento del padre Florentino reafirman la fe del autor en lograr la independencia de su país por medios pacíficos.